# John Julius Norwich
John Julius Cooper, 2n Vescomte de Norwich, CVO (Oldham, 15 de setembre de 1929 - Londres, 1 de juny de 2018) va ser un historiador anglès, diplomàtic, escriptor de viatges i presentador de televisió, conegut com a John Julius Norwich. Va ser comandant de la Reial Orde Victorià (1992).

## Biografia
Norwich va ser l'únic fill del polític i diplomàtic Duff Cooper, 1r vescomte de Norwich, membre de el Partit Conservador i ambaixador britànic a França, i de lady Diana Manners, una figura de l'alta societat. Va ser educat en l'Upper Canada College, de Toronto, com a evacuat de la guerra, a l'Eton College, i a la Universitat d'Estrasburg. Va servir en la Royal Navy abans de titular-se en francès i rus a Oxford. Es va unir llavors a el Servei d'exteriors britànic, i va servir a Iugoslàvia i al Líban, i com a membre de la delegació britànica en la conferència de desarmament a Ginebra.
El 1964 Norwich va deixar el servei al govern per convertir-se en escriptor. Les seves obres inclouen treballs sobre el regne normand a Sicília (1967, 1970; després publicats junts el 1992), història de Venècia (1977, 1981), una trilogia sobre l'Imperi Romà d'Orient (1988, 1992, 1995) després conensada en un volum (1997), història de la Mediterrània (2006), i del papat (2011); així com Venice: A Traveller's Companion (1990), entre d'altres. Va ser també editor de sèries com Great Architecture of the World, The Italian World, The New Shell Guides to Great Britain i The Oxford Illustrated Encyclopaedia of Art.
Norwich va treballar extensament en ràdio i televisió. Va presentar el popular concurs radiofònic de la BBC My Word! durant quatre anys. Ha escrit i presentat prop de 30 documentals sobre temes històrics, incloent la caiguda de Constantinoble, lls cent dies de Napoleó, Cortés i Moctezuma, les antiguitats de Turquia, les portes d'Àsia, Maximilià de Mèxic, els Cavallers de Malta, l'heroi de la independència d'Haití François Dominique Toussaint-Louverture i la mort d'Eugène Bonaparte, príncep imperial en la guerra contra els zulus.
Norwich va treballar també en diversos projectes no lucratius. Era president de la Fundació Venècia en Perill, copresident de la World Monuments Fund, membre del comitè de la Campanya Nacional per a la Reforma de les lleis de publicacions obscenes i vicepresident de l'associació nacional de societats de decoració i belles arts. També va ser membre de comitè de l'Òpera Nacional Anglesa.
A finals de 2017, es publicà la traducció espanyola del llibre sobre el papat. Altres obres seves existeixen també en versió espanyola. El novembre d'aquest any, en una entrevista va afirmar que es penedia de tot allò que no va fer, i es considerava com "un historiador popular, que vol fer la història una mica accessible i entretinguda, encara que sense faltar al rigor"

## Algunes publicacions
- The Normans in the South, 1016–1130, Longman, 1967. També publicat per Harper & Row amb el títol The Other Conquest
- The Kingdom in the Sun, Longman, 1970
- Venice: The Rise to Empire, Allen Lane, 1977 ISBN 0713907428
- Venice: The Greatness and Fall, Allen Lane, 1981 ISBN 0713914092
- A History of Venice, Knopf, 1982 / Penguin, 1983 ISBN 0-679-72197-5, edició en un sol volum
- Byzantium: The Early Centuries, Viking, 1988, ISBN 0-670-80251-4
- Venice: a Traveller's Companion (antologia compilada per Lord Norwich), Constable, 1990, ISBN 0-09-467550-3
- Oxford Illustrated Encyclopaedia of Art (editor) Oxford, 1990
- The Normans in the South i The Kingdom in the Sun, reeditats com The Normans in Sicily, Penguin, 1992 ISBN 0-14-015212-1
- Byzantium. v. 2: The Apogee, Alfred A. Knopf, 1992, ISBN 0-394-53779-3
- Byzantium. v. 3: The Decline and Fall, Viking, 1995, ISBN 0-670-82377-5
- A Short History of Byzantium, Alfred A. Knopf, 1997, ISBN 0-679-45088-2
- Treasures of Britain (editor), Everyman Publishers, 2002, ISBN 978-0749532567
- Paradise of Cities, Venice and its Nineteenth-century Visitors, Viking/Penguin, 2003, ISBN 0-670-89401-X
- The Middle Sea: A History of the Mediterranean, Doubleday, 2006, ISBN 0-385-51023-3
- The Great Cities in History (editor), Thames and Hudson, 2009, ISBN 978-0-500-25154-6
- The Popes: A History, 2011, ISBN 978-0099565871
- A History of England in 100 Places: From Stonehenge to the Gherkin, John Murray, 2012, ISBN 978-1848546097
- Cities That Shaped the Ancient World (editor), Thames and Hudson Ltd, 2014, ISBN 978-0500252048
- Sicily: An Island at the Crossroads of History, Random House, 2015, ISBN 978-0812995176
- Four Princes: Henry VIII, Francis I, Charles V, Suleiman the Magnificent and the Obsessions that Forged Modern Europe, John Murray, 2016, ISBN 978-1-47363-295-0
- France: A History: from Gaul to de Gaulle, John Murray, 2018, ISBN 978-1473663831